# 华南铁角蕨
华南铁角蕨（学名：Asplenium austrochinense），为铁角蕨科铁角蕨属下的一个植物种。